# Альтернативные теории расположения Великой Моравии
Альтернативные теории расположения Великой Моравии предполагают, что основная территория Великой Моравии, славянского государства IX века, не была (или была только частично) расположена в районе реки Моравы (в современной Чехии). Моравия возникла после падения Аварского каганата в начале IX века. Она процветала во время правления Святополка I во второй половине IX века, но рухнула в первом десятилетии X века. Великая Моравия рассматривалась как архетип Чехословакии, общего государства чехов и словаков в XX веке, наследие которой упоминается в преамбуле к Конституции Словакии.
Некоторые аспекты великоморавской истории (включая территориальное расширение и политический статус) являются предметом научных споров. Дебаты о расположении её основной территории начались во второй половине XX века:293. Имре Боба предположил, что центр Моравии находился недалеко от реки Велика-Морава (на территории современной Сербии). Большинство специалистов (в том числе Хервиг Вольфрам и Флорин Курта) отвергли теорию Бобы, но её в дальнейшем развивали другие историки, в том числе Чарльз Боулус и Мартин Эггерс. В дополнение к теории «южной Моравии» были предложены новые теории, утверждающие существование двух Моравий, так называемых «Большой и Малой Моравий», или утверждающие, что центр Моравии находился в месте слияния рек Тиса и Марош. Археологические данные не подтверждают альтернативных теорий, поскольку существование центров силы IX века зафиксировано документально только вдоль северной Моравы, что соответствует традиционным представлениям. Однако учёные, поддерживающие традиционное представление о «северной Моравии», не до конца объяснили некоторые противоречия между письменными источниками и археологическими свидетельствами. Например, письменные источники предполагают движение армий на юг, когда упоминают о вторжении в Моравию из Баварского герцогства.

## Великая Моравия

Границы «Великой Моравии» при Святополке I, согласно традиционному взгляду на её расположение

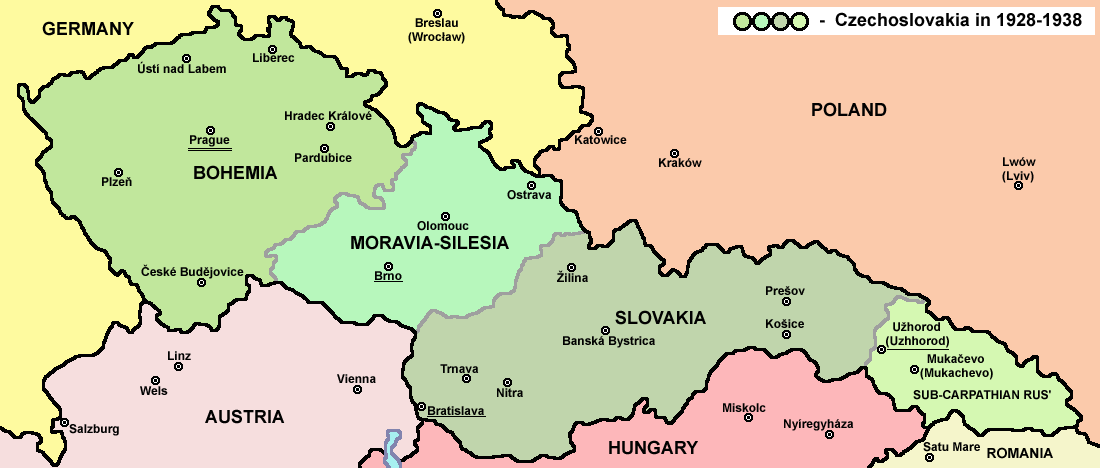
Чехословакия между 1928 и 1938 годами

Моравы оформились, как отдельное славянское племя, после падения Аварского каганата в начале IX века:99, 131. Первое упоминание о них было зафиксировано в 822 году в Анналах королевства франков:131, :57. Более века спустя византийский император Константин VII Багрянородный упомянул их царство как Μέγαλη Μοράβια (Великая Моравия):57, :261. Название, не упоминаемое в других первоисточниках, трактовалось по-разному. Μέγαλη может относиться либо к территории, которая была расположена «вдали» от Константинополя, либо к  государству, которое исчезло к середине X века:57, :261.
Первый известный моравский правитель, Моймир I, несколько раз помогал мятежным подданным короля Восточной Франкии Людовика Немецкого:58. Во время его правления из епископства Пассау (Суффраган архиепископства Зальцбург) прибыли священники, чтобы обратить моравов в свою веру:60. Людовик Немецкий изгнал Моймира из Моравии в 846 году:58. В попытке уменьшить влияние германских клириков племянник и преемник Моймира, Ростислав, попросил священников из Византийской империи в начале 860-х годов:60, :189. Император Михаил III и патриарх Фотий послали двух братьев, Кирилла и Мефодия, в Моравию. Там братья начали переводить богослужебные тексты на старославянском языке:189. Мефодий, после смерти брата, был посвящён в Архиепископы Папой Адрианом II в Риме в 869 году:60. По решению папы, Моравия находилась под юрисдикцией архиепископа Мефодия, что привело к конфликту с архиепископами Зальцбурга:61.
Людовик Немецкий оккупировал Моравию и сверг с престола князя Ростислава, а баварские прелаты заключили Мефодия в тюрьму в 870 году:189. Князь Святополк, племянник и преемник Ростислава, объединил своё княжество с Моравией около 871 года и расширил её территорию в течение следующих десятилетий:59, :110. Мефодий был освобождён по требованию папы Иоанна VIII в 873 году:193. Тем не менее, после его смерти в 885 году, его ученики были изгнаны из Моравии:195–196. Святополк умер в 894 году:111, после чего его держава распалась из-за внутренних конфликтов:111. Мадьяры, поселившиеся в Карпатском бассейне около 895 года, разрушили Моравию в первой декаде X века:111.

## Развитие альтернативных теорий
Систематическое изучение истории Моравии началось в XIX века под влиянием идей романтизма и панславизма:7. Научные дискуссии вокруг этого вопроса были связаны с политическими дебатами:6. После основания Чехословакии в 1918 году Великая Моравия считалась архетипом общего государства чехов и словаков:7, :239. Чехословацкие делегаты отсылались на него, когда выдвигали требования о признании нового государства:5. В 1963 году в Чехословакии проводились официальные празднования в честь 1100-летия миссии Кирилла и Мефодия, во время которых была подчёркнута преемственность между раннесредневековым государством и его современным преемником:239. Отсылки на Великую Моравию могут быть найдены в преамбуле как Конституции Чехословакии от 1948 года, так и Конституция Словакии от 1992 года, :6.
Некоторые аспекты истории Моравии являются предметом научных дискуссий:293. Большинство современных учёных ставят под сомнение сделанные ранее историками описания Великоморавской державы с огромными территориями, постоянно интегрированными в неё:293, :57, :110. Исследования, опубликованные в 1990-х годах, также оспаривают аргумент о том, что Моравия вообще достигала уровня прочного и стабильного раннесредневекового государства на протяжении его истории:9–11.
Согласно традиционному мнению, основная территория Моравии располагалась вдоль северной Моравы, притока Дуная, на территории современной Чехии:127–128. Юрай Скленар, словацкий историк XVIII века, был первым, кто предложил альтернативное местоположение: он утверждал, что Моравия изначально была сосредоточена вокруг Сирмия (ныне Сремска Митровица в Сербии), откуда она расширилась на север до земель современных Чехии и Словакии:156. В 1813 году словенский филолог Ерней Копитар развил эту гипотезу, предположив, что Моравией на самом деле назывался город. Девять лет спустя австрийский историк Фридрих Блумбергер, опубликовавший ранее в 1820 году свою теорию, полемизируя с Йозефом Добровским, категорическим противником теории Южной Моравии, по поводу того, когда началось почитание Свв. Кирилла и Мефодия на территории современных Чехии и Словакии:220 повторил аргументы Копитара о том, что Моравия — это город:71, а Великая Моравия располагалась в Паннонии на границе с Мезией, в болгарской сфере влияния:157. После смерти Добровского в 1829 г. спор прекратился, и теория была забыта более чем на столетие. Итальянский лингвист Серджио Бонацца в 2008 году связывает это с тем, что влиятельный хорватский ученый-славист Ватрослав Ягич, сторонник традиционной теории и издатель переписки Копитара и Добровского, резко раскритиковал первого, пропустив большую часть его аргументов из исторической монографии «История славянской филологии», и упоминая Блумбергера только в контексте утверждения Добровского о том, что последний был на самом деле Копитаром.
Имре Боба был первым историком в XX веке, бросившим вызов традиционным взглядам:261. Изучив первоисточники, он пришёл к выводу, что основная территория Моравии лежала недалеко от южной части реки Моравы, вокруг Сирмия:261, :127–128. Он опубликовал свою теорию в монографии «Пересмотр истории Моравии: Переосмысление средневековых источников» в 1971 году:261. Большинство центральноевропейских историков (включая Хервига Вольфрама, Йозефа Поулика и Иштвана Боны) отвергли его аргументы, но другие учёные, в том числе Чарльз Боулс и Мартин Эггерс, развили их в 1990-х годах:57, :261–262, :189, :25. По мнению Флорина Курта, не поддержавшего альтернативные теории, Боулс написал «наиболее элегантное изложение» их аргументации:128.
Учёные, поддерживающие традиционные представления, утверждают, что никакие археологические свидетельства не подтверждают существование центра власти IX века на землях, где, согласно альтернативным теориям, должна была находиться территория Моравии:58, :264, :132–133. С другой стороны, раскопки доказали, что в IX веке существовали важные центры силы в Микульчице, Поганском и других поселениях к северу от Среднего Дуная:58, :264, :130–131, что согласуется с традиционным взглядом.
Исследователь Майкл МакКорник считает, что Боба и его последователи начали «здоровую дискуссию» о моравском вопросе:189. Курта подчёркивает, что месторасположение Моравии «можно по понятным причинам рассматривать как предмет озабоченности националистов», по причине «недавней истории смещения политических границ» в Центральной Европе:239. Он также пишет, что «враждебное, а не критическое отношение к идеям Бобы стало нормой среди словацких историков» в начале 1990-х годов:244. Словацкий историк Винсент Седлак утверждает, что Боба разработал свою теорию, «чтобы отрицать историческую ценность словацкой территории»; Курта в свою очередь пишет, что это утверждение не является безосновательным:240. Большинство аргументов Бобы и его последователей были «эффективно опровергнуты», но «интерпретация письменных свидетельств, предоставленных франкскими источниками» продолжает обсуждаться, согласно Норе Беренд, Пшемыславу Урбаньчику и Пшемыславу Вишевскому:57.
Иржи Махачек, также выступающий против альтернативных теорий, утверждает, что «серьёзные проблемы географического расположения, поднятые анализом письменных источников, которые в конечном итоге заставили Имре Боба и его последователей усомниться в традиционном местонахождении Великой Моравии, должны быть объяснены каким-то другим способом»:265. Однако, по его словам, альтернативные теории оказались неперспективной отраслью исследования и не принимаются международным научным сообществом, . По словам Роджера Коллинза, спор о местонахождении Моравии «остаётся нерешённым»; он также утверждает, что археологические свидетельства не следует считать приоритетными по сравнению с письменными источниками:402.

## Южная Моравия Юрая Скленара

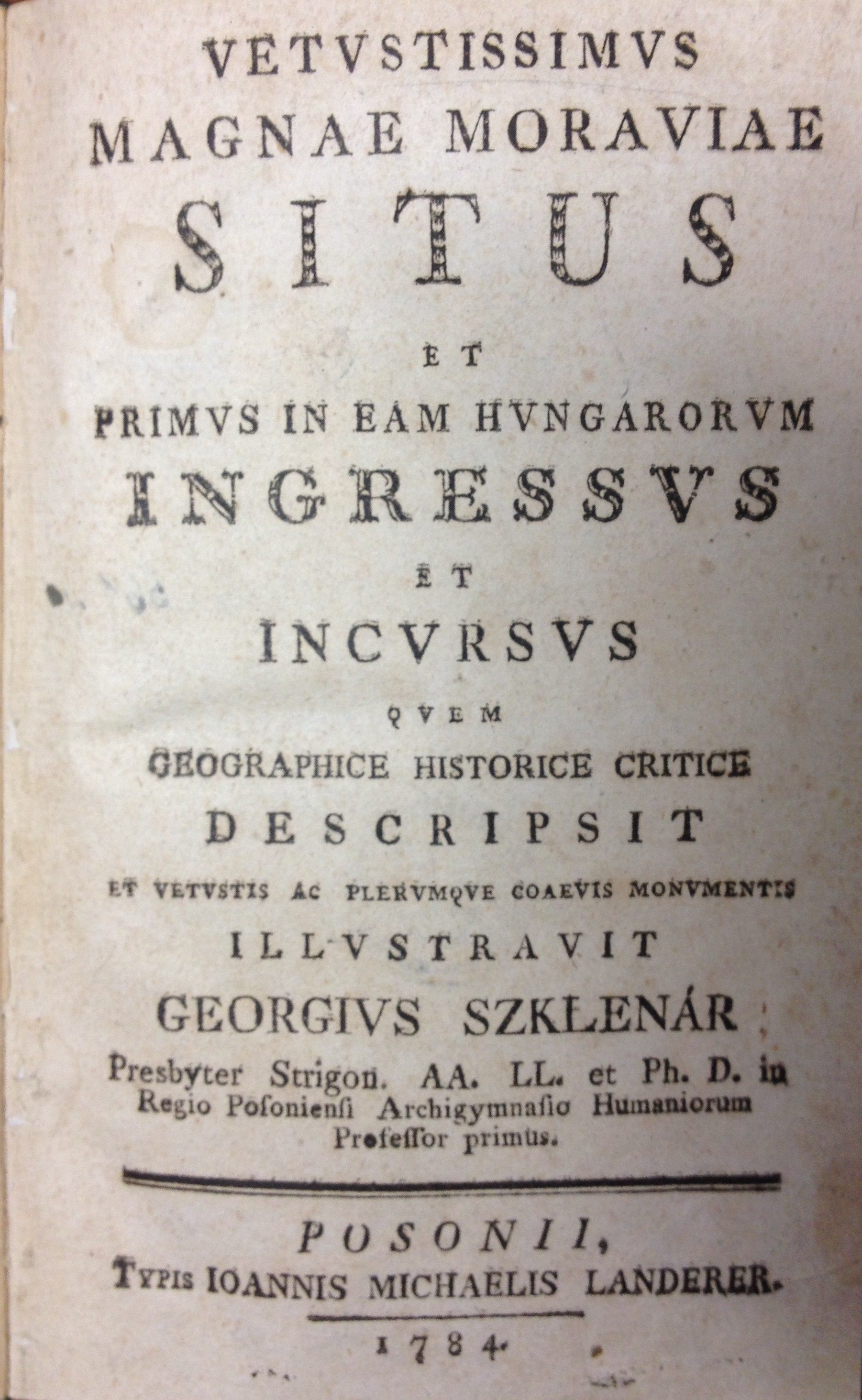
Титульный лист работы Скленара

В 1784 году Юрай Скленар, словацкий историк и учитель риторики в Пресбурге (Братислава), опубликовал книгу Vetustissumus magnae Moravie situs et primus in eam Hungarorum ingressus et incursus («Древнейшее местонахождение Великой Моравии и первое в неё венгерское нашествие и поселение»). Свою работу он писал в период начала становления современной словацкой нации(1780–1848), когда были созданы первые работы по истории словаков, но их отношение к великоморавской истории было не совсем ясным. Его работа была сильно политизирована:743. Так, он утверждал, что мадьяры никогда не завоёвывали территорию, населённую словаками, и что последние добровольно присоединились к Венгерскому королевству во время правление Владислава I:743, :100, 103.
В дополнение к поискам истоков собственной национальной истории, великоморавское наследие также имело уничижительный оттенок, поскольку словаки изображались в венгерских легендах как потомки Святополка І, который по легенде необоснованно променял свою страну на белых лошадей, поэтому она стала собственностью венгров. В то же время были сделаны первые попытки поставить под сомнение политическое равенство словаков, которые должны были быть подчинены победившим венграм. В этих условиях Скленар попытался пересмотреть традиционный взгляд на расположение Великой Моравии, при этом его работы носили ярко выраженный национально-оборонительный характер, что также сказывалось на его научной объективности. В работе много элементов и аргументов, которые использовали авторы подобных теорий 200 лет спустя.
Скленар считал, что (великие) моравы — это славяне, поселившиеся у реки Моравы и принявшие от последней своё имя. В этом он опирался на сведения Нестора:98. Скленар также утверждал, что Старая Моравия находилась не только в Мезии, но и в Паннония. Этот аргумент он подкреплял трудами Константина VII и особенно его работой «De administrando imperio», в которой Великая Моравия помещалась на территории между Мостом Траяна, Сирмием (Сремской Митровицей) и Белградом.

Турки (венгры) поселились на своей нынешней родине после изгнания их печенегами. Есть несколько важных старых памятников. В первую очередь следует упомянуть Мост императора Траяна, расположенный в начале земли турок (венгров). В трёхдневном пути от этого моста находится Белград, где также находится башня святого и великого императора Константина. На обратном пути, на излучине реки, стоит так называемый Сирмий, что находится в двух днях езды от Белграда. За этими местами лежит некрещёная (Великая) Моравия, захваченная турками (венграми) и в которой ранее правил Сфендоплок.— Константин VII. De administrando imperio
Скленар также использовал франкские источники (например, сообщение императора Арнульфа о том, что болгары не продавали соль моравам), обычаи епископов Пассау, и те, что описывают назначение Св. Мефодия епископом Паннонии:98–99. Скленар утверждал, что первоначальная территория княжества Моймира I находилась на юге, на границе Мезии и Паннонии, и что Прибинова Нитрава (которую он отделял от современной Нитры), также находилась на этой территории. Он предположил, что Моймир изгнал Прибину из Нитравы, а затем Прибина пересёк реку Саву и поселился в нижней Паннонии. После этого Старая Моравия расширилась, включив в себя Дакию. Он предположил, что расположение Великой Моравии на территориях современной Моравии и Словакии должно быть объяснено дальнейшим расширением державы на запад, и что территория между Моравой и Гроном (западная и центральная Словакия), населённая языгами (которых Скленар считал славянами) и находившаяся под властью чехов и богемцев, должна называться Богемией или Великой Хорватией. Впоследствии он отвоевал у чехов Понитрье и Поважье. Венгерская Нитра приняла христианство только при Святополке и, по его словам, поэтому не имеет ничего общего с Прибиновой Нитрой, в которой епархия была основана во времена Великой Моравии. Для обоснования последнего он использовал письмо баварских епископов, упоминавших языческие племена, покорённые Святополком и вынужденных принять христианство, как доказательство того, что этот регион был завоёван именно Святополком и что «Чешская Моравия» была присоединена к Великой Моравии только в 890 году (вместе с Богемией), после соглашения между Святополком и Арнульфом Каринтийским:100. Только после этих территориальных завоеваний название Великая Моравия переносится к северу от Дуная, а покорённое население принимает имя мораван. Благодаря этой интерпретации Скленар смог разместить сражения между моравцами и венграми на юге, а территорию к северу от Дуная определить как не бывшую захваченной венграми. Таким образом, словаки остались независимыми от венгров, что укладывалось в его концепцию национальной обороны. Напротив, остатки моравов бежали на безопасную территорию сегодняшней Словакии с юга, но тот факт, что словаки были потомками моравов, категорически отрицался:104. Аналогичное мнение поддержал Георге Шинкай, румынский историк XVIII века:255.
Теорию Скленара раскритиковал венгерский историк Иштван Катона. Это привело к интенсивным научным спорам, не в последнюю очередь потому, что Скленар поставил под сомнение надёжность анонимной хроники, которая была одним из ключевых источников современной историографии данного вопроса. За данной дискуссией с интересом следили как в Моравии, так и в Богемии. Аргументы Скленара были хорошо известны выдающимся славистам, таким как Йозеф Добровский или Павел Йозеф Шафарик:507, но его теория не нашла поддержки среди словацких, чешских, моравских или венгерских историков.

## Южная Моравия Имре Боба
В 1971 году была опубликована работа Имре Бобы Moravia's History Reconsidered: A Reinterpretation of Medieval Sources, в которой автор попытался поставить под сомнение расположение Великой Моравии без каких-либо ссылок на предыдущие работы Скленара. Как отметил Боба, его работа в основном основана на интерпретации письменных источников с минимумом ссылок на других авторов:3.
Согласно теории Бобы, Моравия была не независимым государством к северу от Среднего Дуная, а княжеством, расположенным в Паннонии, в составе более крупного государства, названного им terra Sclavorum, Sclavinia — Склавония:26. Склавония, как утверждал Боба, возникла между Адриатическим морем и Дравой после падения Аварского каганата:6. Прибинову Нитру он располагал в «неустановленном месте» в Гунии:134. Большинство латинских и славянских названий Моравии и её жителей показывают что она была названа в честь города, называемого Margus или Марава:6. Позднеримский учёный Приск упоминал город Margus (недалеко от современного Пожареваца «на южной Мораве (также называемой в древности Margus):35, :183.
Боба писал, что царство Людевита, мятежного славянского князя в Паннонии, очевидно, включало Моравию:6. Первое упоминание моравских жителей (их дань уважения Людовику Немецкому во Франкфурте):92 было записано в год изгнания Людевита со своего места франками (822):6. Правители склавонских княжеств предприняли несколько попыток добиться независимого положения:6. Святополк тесно сотрудничал со Святым Престолом, чтобы увеличить свою автономию:6. Он завоевал регион северной Моравы и расширил свою власть над Богемией в 890 году:62.

### Франкские хроники

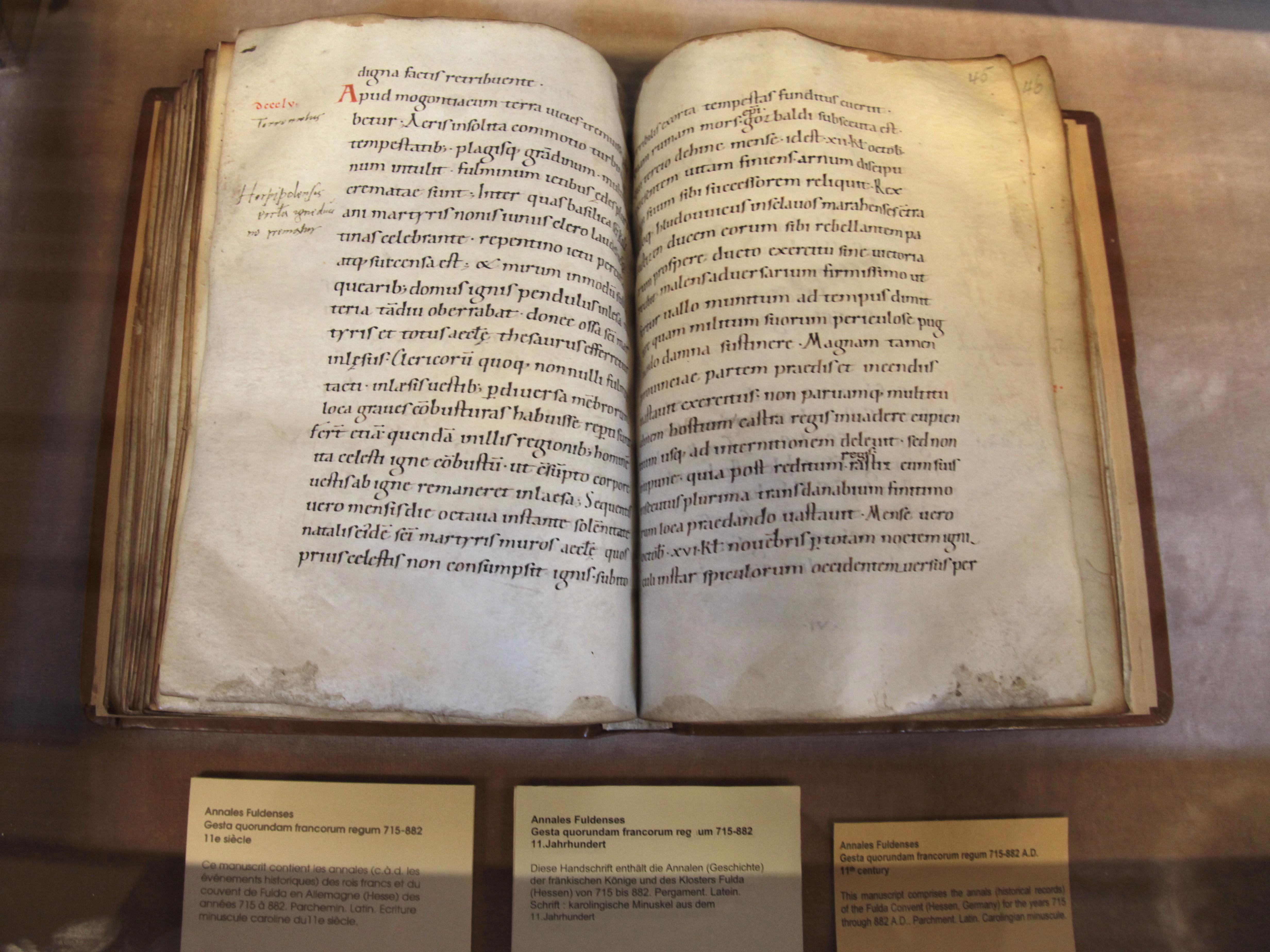
Каролингская минускульная копия XI века с Фульдских анналов, важнейшего источника по истории Моравии

По словам Бобы, географические отсылки в Фульдских анналах также показывают, что Моравия была расположена к югу от Дуная:128. Например, в хронике записано, что армия Людовика Немецкого двинулась ultra Danuvium ("через Дунай"), когда он вторгся в Моравию в 864 году, что предполагает движение на юг, через Дунай к Моравии, с точки зрения Фульдского аббатства (расположенного к северу от реки):42–43. В том же источнике также упоминается, что слуги Арна, епископа Вюрцбургского, устроили засаду на группу моравских славян на их обратном пути в Моравию из Богемии, подразумевая, что моравцы двинулись на юг или юго-восток (вместо того, чтобы двигаться в сторону северной Моравы), когда возвращались из Богемии:49, :176–177. Флорин Курта, который оспаривает анализ Бобы, считает, что Фульдские анналы, написанные в далёком монастыре, вряд ли можно рассматривать как надёжный источник информации о географии Центральной Европы:128.
Боба также говорит, что сравнение различных записей одного и того же исторического события, касающегося Моравии, предполагает, что Моравия находилась в Паннонии:66. Например, мадьяры в 894 году разрушили или Паннонию (согласно Фульдским анналам) или Моравию (согласно Регино Прюмскому), из чего Боба делает вывод, что Паннония и Моравия были расположены на одной и той же территорией:66.
| Фульдские анналы | Регино Прюмский |
| --- | --- |
| Звентибальд, вождь моравцев и корень всего предательства, который трюками и хитростью потревожил все земли вокруг себя и кружил вокруг, жаждуще человеческой крови, кончил печально, наставляя своих людей наконец, чтобы они не были миролюбивыми, а продолжали враждовать со своими соседями. Обры, которых называют венграми, проникли через Дунай в это время и сделали много ужасных вещей. Они сразу убивали мужей и старух, а молодых жён уводили наедине с собой, как скот, для удовлетворения их похоти, и превратили всю Паннонию в пустыню. Осенью был мир между баварцами и моравцами. | Также примерно в это время Звентибальд, царь моравских славян, человек наиболее расчётливый среди своего народа и очень хитрый по натуре, закончил свой последний день. Его сыновья держали его королевство в недолгое и несчастное время, потому что венгры полностью уничтожили в нём всё. |

### Византийские хроники

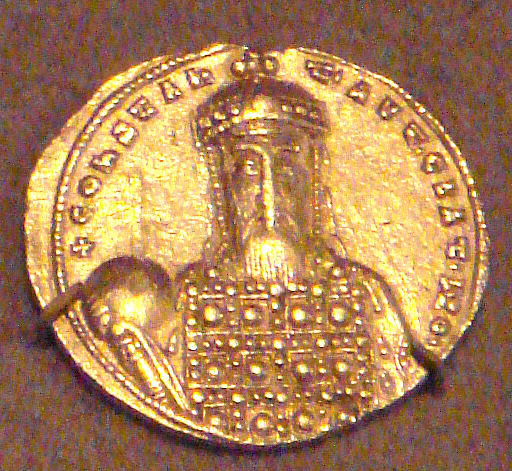
Золотой солид императора Константина VII: его труд De administrando imperio — это единственный текст, в котором Моравия именуется Великой

Император Константин VII четыре раза упомянул Великую Моравию в De administrando imperio:26. Согласно его каталогу народов, которые были соседями венгров, «Великая Моравия, страна Сфендоплокоса»:C.13,  находилась к югу от Венгерского княжества:26, :76. При перечислении «достопримечательностей и имён вдоль Дуная» Константин отмечает, что «Великая Моравия, страна некрещённых ...которыми  в прежние дни правил Сфендоплок»:C.40 лежала за Мостом Траяна, Сирмием и Белградом:79. По мнению Бобы, все описания показывают, что Константин считал Моравию занимающей обширный регион вокруг Моста Траяна (в настоящее время Дробета-Турну-Северин в Румынии), Белграда и Сирмия:79. Венгерский историк Шандор Ласло Тот писал, что Константин, который знал о том, что венгры оккупировали Моравию, скорее всего, описал её на основе своих сведений о венгерских землях 950 года, вместо того, чтобы использовать более ранние источники:26–27.
С точки зрения Флорина Курты, первоисточники показывают, что Моравия не могла находиться в районе Сирмия:129. В «Житии Мефодия» указано, что «королъ угръръскъ пришёл в земли Дуная»:Гл.16 и Мефодий отправился к нему:129, :214–215. По словам Курты, этот эпизод относится ко встрече «мадьярского короля» и Мефодия во время его путешествия в Византийскую империю или из неё в 881 или 882 году. Это делает невозможным южное расположение Моравии, потому что Мефодий не пересекал бы регион Нижнего Дуная (где преобладали мадьяры) в 880-х гг., если бы он путешествовал между Сирмием и Константинополем:129. В то же время, многие учёные (включая Марвина Кантора, переводчика «Жития Мефодия») говорят, что королъ угръръскъ на самом деле был императором Карлом; если их интерпретация верна, Мефодий встречался с императором в Восточной Франкии:214–215. Согласно Курте, «Житие святого Климента Охридского», приписываемое Феофилакту Охридскому, умершему в 1126 году, предполагает, что три ученика Мефодия Климент, Наум и Ангеларий, подошли к Дунаю с севера до того, как пересекли реку в Белграде, во время бегства из Моравии в Византийскую империю после смерти Мефодия:129.

### Мефодиева кафедра

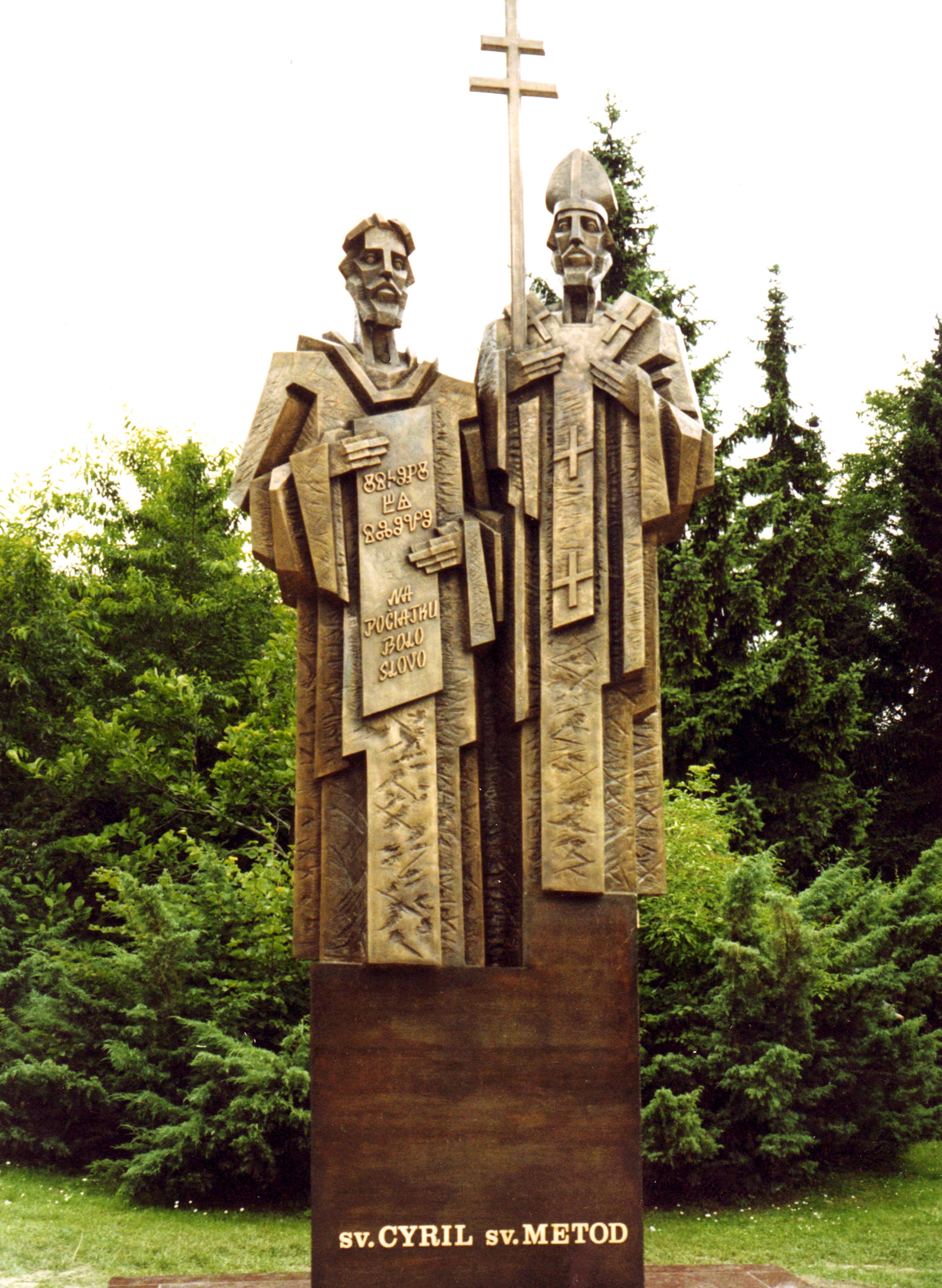
Бронзовая скульптура Свв. Кирилла и Мефодия в Братиславе, Словакия

В письмах папы Иоанна VIII церковная провинция Мефодия определяется как diocesis Pannonica — Паннонская епархия:88, :149. «Житие Мефодия» также заявляет, что Мефодий был «посвящён в епископство Паннонии, в резиденцию Св. Андроника, апостола от семидесяти»:92, :Гл. 8, :69. Если Мефодий был рукоположён во епископа в соответствии с принятыми канонами на предыдущих синодах он должен был быть посвящён в городском соборе и не мог быть перемещён из своей кафедры, по мнению Бобы:87. Например, Халкидонский собор постановил в 451 г., что «никто ... принадлежащий к церковному чину не может быть рукоположён без титула, если только рукоположённый не назначен специально для городской или деревенской церкви, святыни мученика или монастыря»:87.
Маддалена Бетти говорит, что аргументация Бобы, основанная на канонах IV и V веков, «проблематична»:30. Карьера Мефодия следовала установленному образцу для более ранних средневековых миссионеров, включая Виллиброрда-Клемента и Винфрита-Бонифация:172–173. Винфрит-Бонифаций начал свою миссию как простой священник; затем он был рукоположён в епископа-миссионера для «народа Германии и тех, кто к востоку от Рейна», но его кафедра не была указана; наконец, он получил паллиум в знак своего права на организацию новой церковной провинции:153, 174–175, 178–179. Она утверждает, что подобным же образом Мефодий вернулся из Рима во владения Коцеля простым монахом, который впоследствии был посвящён в епископа-миссионера и, наконец, получил паллий:171–173.
По мнению Бобы, латинские и старославянские записи титула Мефодия показывают, что он был рукоположён в сан архиепископа с кафедрой в городе под названием Мараба или Морава:91–92, 95. Боба ассоциировал Марабу или Мораву с Сирмием, поскольку Сирмий был столицей римской провинции Паннония Секунда:91–92, 95. Чтобы доказать, что Мефодий имел фиксированную кафедру, Боба предположил, что средневековая церковь, раскопанная в Мачванской Митровице в 1966 году, была идентична собору Мефодия:32. Археолог В. Попович вскоре опроверг эту идентификацию, продемонстрировав, что церковь была построена в XI веке:32.
«Подделки Лорха» (собрание папских документов, подделанных для Пилигрима, который был епископом Пассау между 971 и 991 годами) также содержат ссылки на Моравию:10. Эти документы показывают, что церковники конца X века в Пассау думали, что Моравия была расположена в Верхней Паннонии и Мезии столетием раньше:10, :8. По мнению румынского историка Александру Маджару, подделки Пилигрима доказывают, что к тому времени, когда они были завершены, местонахождение бывшей римской провинции Мезии было забыто, и клирики, завершившие подделки, применили её имя к Моравии:98.
По мнению Маддалены Бетти, сделанный Альфредом Великим перевод «Истории мира» Орозия, завершённый в конце IX века, доказывает, что Моравия была расположена к северу от Дуная:145. Альфред Великий перечислил Тюрингов, Бегемов, половину Бегваре и землю Вистулы среди соседей Мароары:145. Бетти также отмечает, что Кирилл и Мефодий пересекли паннонские владения Коцеля, путешествуя из Моравии в Венецию, согласно «Житию Константина», из которого также видно, что Моравия наиболее вероятно лежала к северу от владений Коцеля:144–145.

### Средневековые хроники
Супетарские картулярии, составленные в XII веке, содержат список предшественников Звонимира, короля Хорватии, который начинается со Свентополка:107, :189–190. Летопись попа Дуклянина XII века содержит заметки о Свентопелке, сыне Светимира, потомка Ратимира:105, :189. Согласно тому же источнику, Константин Философ пересёк царство Свентопелка, путешествуя из Болгарии в Рим:105, :189. В источнике также записано, что Свентопелк был коронован «на поле Далмы»:105, :189. «Chronica Ragusina Junii Restii» (написанная в Рагузе), говорит, что отец Светопелека, Светимир, был королём Боснии:107, :190. Два более поздних аннала из Рагузы (Дубровника) относятся к королю из моравско-хорватской династии:107, :190. Боба и Боулс связал Ратимира с Ратимиром, герцогом Нижней Паннонии, а Свентопелка со Святополком I Моравским:105, :189. По их мнению эти источники явно связывают Моравию с Далмацией и Боснией:190. Маркус Остерридер считает, что Боба «шокирующе некритичен» в рассмотрении Летописи попа Дуклянина как надёжного источника:117. Бетти утверждает, что более поздние источники не описывали политическую ситуацию на Балканах IX века, потому что они были написаны, чтобы «поддержать политические потребности последующих веков»:29.

## Две Моравии

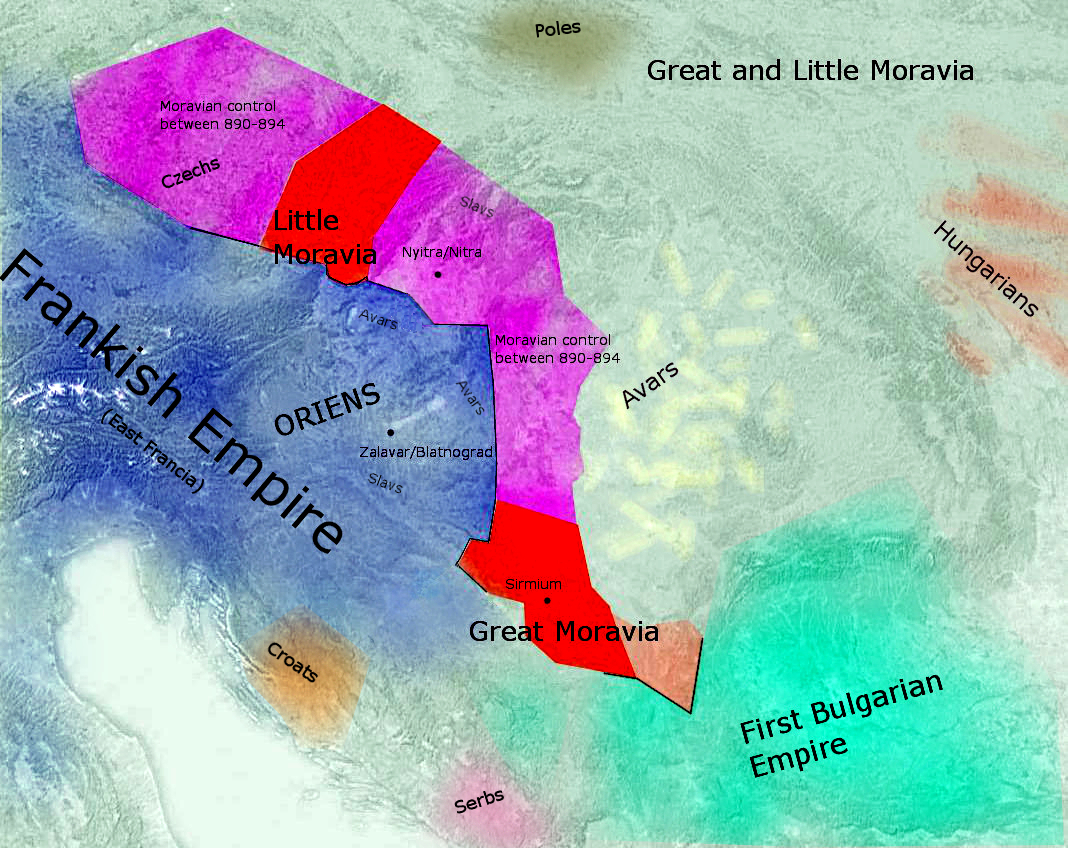
Концепция Петера Пюшпёки-Надя о двух Моравиях (1986)

Петер Пюшпёки-Надь предположил существование двух Моравий: Великой Моравии на южной Мораве в современной Сербии и другой Моравии на северной Мораве в современной Чехии:60—82. Японский историк Тору Сенга, живущий в Венгрии, также считает, что два государства, названные Моравией, сосуществовали в IX веке и были объединены под властью Святополка I:307–345. До объединения первая Моравия (Моравия Ростислава) располагалась на территории современной Чехии. Вторая Моравия (Моравия Святополка) находилась на территории современной Венгрии между Дунаем и Тисой и соседствовала с булгарами не только на востоке, но и на севере (в современной Словакии):535. Опять же, ни одна из этих теорий не получила широкого признания в академическом сообществе, особенно среди европейских историков:9. Критические реакции исходили также от венгерских учёных (Дьердь Дьерфи, Чонад Балинт):6.

## Моравия к востоку от Тисы
В 1995 году немецкий историк Мартин Эггерс опубликовал диссертацию «Das Großmährische Reich» Realität oder Fiktion?(«Великая Моравская империя» — реальность или вымысел?). По словам Эггерса, авары играли важную роль на территориях к северу от Дуная и после падения Аварского каганата. Подобно мнению Тору и Пюшпёки Надя, Эггерс также поддерживает гипотезу о двух Моравиях, однако он помещает обе территории на юго-востоке:293.
Эггерс говорит, что моравляне пришли на восток от Карпатского бассейна после падения каганата. Современная Словакия должна была быть заселённой «остатками аварских групп» (вулгари - булгары) вплоть до территорий, заселённых вистуланами в современной Польше, а археологические находки в Моравии были отнесены им к некой «этнической группе с аварскими традициями»:381. Эггерсовы моравляне помогали защищать Империю франков от нападений с востока, и позже они основали свои собственные владения вокруг центра, недалеко от слияния рек Тиса и Муреш, возле современного Ченада в Румынии:262, :313 Эти моравляне были тесно связаны с другими южными славянами и имели общую материальную культуру (Белобродская культура). Они были связаны также лично, потому что Моймир, Ростислав и Святополк происходили из одной боснийско-славянской династии. Также в этой теории автор поставил под сомнение местонахождение Прибиновой Нитравы, которая может не совпадать со словацкой Нитрой:381. И хотя Ростислав правил этой южной Моравией, Святополк был боснийско-славонским правителем. В 871 году к власти в Ченаде пришёл Святополк, и оба княжества были объединены под его руководством.  Это стало основой для большой, но недолговечной империи, просуществовавшей всего одно поколение. Святополк расширил своё влияние на Хорватию (879 г.), взял под свой контроль современную Словакию (874–880 гг.), присоединился к Паннонии (884 г.) и получил корону во время официальной церемонии (885 г.). В 890 году Арнульф Каринтийский подарил ему Богемию:286, которая уже имела тесные связи с (Чешской) Моравией:358. Только после падения Великой Моравии её название было перенесено на север, и начало распространяться ложное осознание её истории.
Работа Эггерса была опубликована престижным издательством и, таким образом, встретила широкую критику со стороны центральноевропейских историков и археологов, , , . Хервиг Вольфрам, директор Австрийского института исторических исследований, который раньше других имел доступ к его диссертационной работе, сразу же указал на некоторые проблемы, связанные с интерпретацией Эггерсом письменных источников:3–15. По его мнению, историки должны полагаться в основном на такие источники, которые близки к событиям во времени и пространстве (что не было выполнено в работе Эггерса), и поддержал традиционную локализацию. Некоторые критики заметили, что Эггерс ссылается на неопубликованные части своих работ или исследований, которые должны быть опубликованы только в будущем:218, :88, :32. Подобно Бобе и другим, Эггерс снова в значительной степени зависит от Летописи попа Дуклянина, источника, известного множеством вымыслов и неточностей:87. Белобродская культура датируется более чем на сто лет позже, чем Эггерс предполагал. Теория об остатках аварских групп в Словакии во второй половине IX века не основана на каких-либо археологических исследованиях:163, а более ранние аварские поселения задокументированы только в самой южной части Словакии:163, :10, :50. Марсина критикует подход Эггерса как ненадёжный и ненаучный, заявляя что его теория противоречит не только состоянию исследований в 1990-е годы, но и исследованиям аварских поселений в Словакии, проведённым с 1950-х годов. В этой связи Тржештик также отмечает несовместимость с письменными источниками, попытки найти булгар, у которых «было всего 5 замков» (см.: Баварский географ), несмотря на то, что они были многочисленны и не имели обычаев строить замки, что чётко описывает (по его словам) ситуацию в Болгарском каганате, но не в современной Словакии:88. В случае Богемии Эггерс скрывает упоминание об оккупации Богемии Святополком силой, что, по словам Тржештика, может создать несколько проблем для его теории:91, . Взгляд Эггерса на ранние отношения между Богемией и Моравией необычен, особенно для немецкого историка. Богемия должна была контролировать Моравию, но в то время в Богемии не было найдено ни одного сопоставимого центра силы:263. Археологические исследования показывают, что самые ранние чешские городища были вдохновлены моравскими, а не наоборот:263, .
С другой стороны, работа Эггерса получила некоторую поддержку со стороны Горация Ланта, который был не историком, а лингвистом и филологом:947. Лунт пишет, что «пристальное и открытое изучение чрезвычайно ограниченных первоисточников неизбежно показывает, что важнейшие структурные элементы сложной традиционной конструкции являются чистыми предположениями. Всё это скрепляло догматический авторитет поколений учёных; принять эту догму - значит продемонстрировать правильное мышление»:946. Точно так же Джон Б. Фрид говорит, что он склонен принять аргументы Эггерса (и Боулса) в пользу существования южной Моравии, потому что такое расположение лучше объясняет военную структуру восточно-франкских войск и миссии Свв. Кирилла и Мефодия:92. Однако он также признаёт, что не является специалистом по истории позднего каролингского периода:92.

## Комментарии
1. ↑  Махачек связывает отрицание этих теорий научным сообществом с их низким качеством. Махачек, как директор исследовательской лаборатории Университета Масарика в Бржецлаве, отмечает также регулярное участие в исследованиях международных археологических групп, в основном из США, Германии и Австрии.
2. ↑  В оригинале: Οἱ δὲ Τοῦρκοι παρὰ τῶν Πατζινακιτῶν διωχθέντες ἦλθον καὶ κατεσκήνωσαν εἰς τὴν γῆν, εἰς ἣν νῦν οἰκοῦσιν. Ἐν αὐτῷ δὲ τῷ τόπῳ παλαιά τινα ἔστιν γνωρίσματα· καὶ πρῶτον μέν ἐστιν ἡ τοῦ βασιλέως Τραϊανοῦ γέφυρα κατὰ τὴν τῆς Τουρκίας ἀρχήν, ἔπειτα καὶ ἡ Βελέγραδα ἀπὸ τριῶν ἡμερῶν τῆς αὐτῆς γεφύρας, ἐν ᾗ καὶ ὁ πύργος ἐστὶν τοῦ ἁγίου καὶ μεγάλου Κωνσταντίνου, τοῦ βασιλέως, καὶ πάλιν κατὰ τὴν τοῦ ποταμοῦ ἀναδρομήν ἐστιν τὸ Σέρμιον ἐκεῖνο λεγόμενον, ἀπὸ τῆς Βελεγράδας ὁδὸν ἔχον ἡμερῶν δύο, καὶ ἀπὸ τῶν ἐκεῖσε ἡ μεγάλη Μοραβία, ἡ ἀβάπτιστος, ἣν καὶ ἐξήλειψαν οἱ Τοῦρκοι, ἧς ἦρχε τὸ πρότερον ὁ Σφενδοπλόκος.
3. ↑  Например, лат. regnum Marahensium и ст.‑слав. Моравскаꙗ область. См.: Boba, I. Moravia's History Reconsidered: A Reinterpretation of Medieval Sources. — Martinus Nijhoff, 1971. — p. 6.
4. ↑  Включая лат. Sclavi Marahenses и ст.‑слав. Моравлѧне. См.: Boba, I. Moravia's History Reconsidered: A Reinterpretation of Medieval Sources. — Martinus Nijhoff, 1971. — p. 6.
5. ↑  То есть Святополк I Моравский.
6. ↑  Папа Иоанн VIII в 880 году упоминал Мефодия как лат. archiepiscopus sanctae ecclesiae Marabensis. В «Житии Мефодия» он упоминается как ст.‑слав. архїепискѹпъ Моравска.
7. ↑  См. Также Karte 18: Die Großreichsbildung unter Sventopulk und seine Entwicklung 870–894.
8. ↑  Согласно Тржештику, завоевание Богемии Святополком может открыть несколько нежелательных вопросов. Эггерс должен объяснить, как Святополк завоевал Богемию, какова была его цель, и как он мог удержать территорию с юга. Вместо решения этих проблем Эггерс предположил, что Богемия была подарена Святополку Арнульфом. Тржештик утверждает, что такое добровольное пожертвование абсурдно, потому что Арнульф таким образом открывал путь в свою Баварию и оставлял восточные территории незащищёнными. Он также заявляет, что абсурдно полагать, что богемцы согласились на такой «подарок». Арнульф мог пожертвовать только то, чем он действительно владел — формальные гегемонистские претензии на территорию, но не реальную собственность. В таком случае Богемию следует контролировать с помощью франкских герцогов, как это известно из примера Каратании и Моравии. Так, Эггерс цитирует только хронику Регино Прюмского и скрывает упоминание из Фульдских анналов о насильственном завоевании. Другая проблема — это крещение Борживоя во время правления Святополка в Богемии, потому что в 890 году он уже был мёртв.
9. ↑  Сравните также: «Идея о том, что Борживой правил богатыми и престижными центрами Моравии и их обитателями, носившими шёлк и золото из своей примитивной крепости в Левом Градце кажется мне немного забавной». См.: Třeštík, D. Das Großmährische Reich" – Realität oder Fiktion?: eine Neuinterpretation der Quellen zur Geschichte des mittleren Donauraumes im 9. Jahrhundert, Stuttgart, 1995 [recenze] // Český časopis historický, 1996, vol. 94. — p. 91

### Первичные
- Constantine Porphyrogenitus. De Administrando Imperio / Greek text edited by Gyula Moravcsik, English translation by Romillyi J. H. Jenkins. — Dumbarton Oaks Center for Byzantine Studies, 1967. — ISBN 0-88402-021-5. (англ.)
- The Annals of Fulda (Ninth-Century Histories, Volume II) / Translated and annotated by Timothy Reuter. — Manchester University Press, 1992. — ISBN 0-7190-3458-2. (англ.)
- The Chronicle of Regino of Prüm // History and Politics in Late Carolingian and Ottonian Europe: The Chronicle of Regino of Prüm and Adalbert of Magdeburg / Translated and annotated by Simon MacLean. — Manchester University Press, 2009. — ISBN 978-0-7190-7135-5. (англ.)
- The Life of Methodius // Medieval Slavic Lives of Saints and Princes [Michigan Slavic Translation 5]. — University of Michigan, 1983. — pp. 97–138. — ISBN 0-930042-44-1. (англ.)

### Вторичные
- Barford, P. M. The Early Slavs: Culture and Society in Early Medieval Eastern Europe. — Cornell University Press, 2001. — ISBN 0-8014-3977-9. (англ.)
- Berend, N. Central Europe in the High Middle Ages: Bohemia, Hungary and Poland, c. 900-c. 1300 / N. Berend, P. Urbańczyk, P. Wiszewski. — Cambridge University Press, 2013. — ISBN 978-0-521-78156-5. (англ.)
- Betti, M. The Making of Christian Moravia (858–882): Papal Power and Political Reality. — Koninklijke Brill, 2013. — ISBN 978-90-04-26008-5. (англ.)
- Bláhová, M. Das Großmährische Reich – Realität oder Fiction? [recension] // Ostbairische Grenzmarken, 1996. vol. 38, issue 1.
- Boba, I. Moravia's History Reconsidered: A Reinterpretation of Medieval Sources. — Martinus Nijhoff, 1971. — ISBN 978-90-247-5041-2. (англ.)
- Bowlus, Ch. R. Franks, Moravians and Magyars: The Struggle for the Middle Danube, 788–907. — University of Pennsylvania Press, 1994. — ISBN 0-8122-3276-3. (англ.)
- Bowlus, Ch. R. Nitra: when did it become a part of the Moravian realm? Evidence in the Frankish sources // Early Medieval Europe, 2009, vol. 17, issue 3, pp. 311–328. (англ.)
- Collins, R. Early Medieval Europe, 300–1000. — Palgrave Macmillan, 2010. — ISBN 978-1-137-01428-3. (англ.)
- Curta, F. Southeastern Europe in the Middle Ages, 500–1250. — Cambridge University Press, 2006. — ISBN 978-0-521-89452-4. (англ.)
- Curta, F. The History and Archaeology of Great Moravia: an Introduction // Early Medieval Europe, 2009, vol. 17, issue 3, pp. 248–267.
- Eggers, M. Das «Großmährische Reich» : Realität oder Fiktion? — Eine Neuinterpretation der Quellen zur Geschichte des mittleren Donauraumes im 9. Jahrhundert. - Stuttgart: Hiersemann, 1995. (нем.)
- Freed, J. B. Review: Das Großmährische Reich" – Realität oder Fiktion?: eine Neuinterpretation der Quellen zur Geschichte des mittleren Donauraumes im 9. Jahrhundert, Stuttgart by Martin Eggers // Central European History, 1997, vol. 30, issue 1, pp. 89–92. (англ.)
- Lunt, H. G. Review: Das Großmährische Reich" – Realität oder Fiktion?: eine Neuinterpretation der Quellen zur Geschichte des mittleren Donauraumes im 9. Jahrhundert, Stuttgart by Martin Eggers // Speculum, 1996, vol. 71, issue 4. — ISSN 0038-7134.
- Macháček, J. Disputes over Great Moravia: chiefdom or state? the Morava or the Tisza River? // Early Medieval Europe, 2009, vol. 17, issue 3, pp. 248–267. (англ.)
- Macháček, J. "Great Moravian state" – a Controversy in Central European Medieval Studies // Studia Slavica et Balcanica Petropolitana. 2012, vol. 11, issue 1, pp. 5–26. (англ.)
- Macháček, J. Vystavěla si Velká Morava svůj věhlas na obchodu s otroky? // Věda pro život, 2014.Архивная версия. (чешск.)
- Madgearu, A. Byzantine Military Organization on the Danube, 10th–12th Centuries. — Koninklijke Brill, 2013. — ISBN 978-90-04-21243-5. (англ.)
- Marsina, R. Nové pohľady historickej vedy na Slovenské dejiny. 1. Najstaršie obdobie slovenských dejín (do prelomu 9.-10. storočia) // Bratislava: Metodické centrum mesta Bratislavy, 1995. — ISBN 80-7164-069-7. (словац.)
- Marsina, R. Najstaršia poloha Veľkej Moravy // Avenarius, Alexander; Ševčíková, Zuzana; Štefanovičová, Tatiana, Slovensko a európsky juhovýchod : medzikultúrne vzťahy a kontexty (zborník k životnému jubileu Tatiany Štefanovičovej). — Bratislava: Filozofická fakulta Univerzity Komenského v Bratislave, Katedra všeobecných dejín a Katedra archeológie, 1999. — ISBN 80-967391-4-X. (словац.)
- Marsina, R. Where was Great Moravia? // Slovak Contributions to 19th International Congress of Historical Sciences / ed. by D. Kováč — VEDA, Vydavateľstvo Slovenskej akadémie vied, 2000. ISBN 80-224-0665-1. (англ.)
- Meřínský, Z. České země od příchodu Slovanů po Velkou Moravu II. — Libry, 2006. — ISBN 80-7277-105-1. (чешск.)
- McCornick, M. Origins of the European Economy: Communications and Commerce, AD 300–900. — Cambridge University Press, 2001. — ISBN 0-521-66102-1. (англ.)
- Mühle, E. Altmähren oder Moravia? // Zeitschrift für Ostmitteleuropa-Forschung, 1997, vol. 47, issue 2. — ISSN 0948-8294 (нем.)
- Odler, M. Avarské sídliská v strednej Európe: problémová bilancia // Studia mediaevalia Pragensia 11 / ed. by J. Klápště. — Praha: Univerzita Karlova v Praze – Nakladatelství Karolinum, 2012. — ISBN 978-80-246-2107-4. (словац.)
- Osterrieder, M.  Das Grossmährische Reich: Zwei Neue Studien // Bohemia, 1997, vol. 37, pp. 112–119. (нем.)
- Püspöki-Nagy, P. Nagymorávia fekvéséről // Valóság, 1978, XXI (11). (венг.)
- Šafařík, P. J. Sebrané spisy Pavla Jos. Šafaříka, Díl II. Starožitnosti slovanské okresu druhého. — Praha: Temský, 1863. (чешск.)
- Senga, T. La situation géographique de la Grande-Moravie et les Hongrois conquérants // Jahrbücher für Geschichte Osteuropas, 1982, vol. 30, issue 4. — ISSN 0021-4019. (фр.)
- Senga, T. Morávia bukása és a honfoglaló magyarok // Századok, 1983, issue 2, pp. 307–345. (венг.)
- Şincai, Gh. Hronica românilor. — București: Editura pentru literatură, 1969. (рум.)
- Štefanovičová, T. K niektorým mýtom o počiatkch našich národných dejín. — Bratislava: Univerzita Komenského, 2000. (словац.)
- Štih, P. The Middle Ages between the Eastern Alps and the Northern Adriatic: Select Papers on Slovene Historiography and Medieval History. — BRILL, 2010. — ISBN 978-90-04-18591-3. (англ.)
- Szymczak, J. Slavic Lands: Historiography (500–1000) // The Oxford Encyclopedia of Medieval Warfare and Military Technology, Volume 3: Mercenaries-Zürich, Siege of. — Oxford University Press, 2010. — P. 293–295. — ISBN 978-0-19-533403-6. (англ.)
- Tibenský, J. J. Papánek — J. Sklenár. Obrancovia slovenskej národnosti v XVIII. storočí. —  Martin: Osveta, 1958. (словац.)
- Tóth, S. L. The territories of the Hungarian Tribal Federation // Byzanz und Ostmitteleuropa 950–1453: Beiträge zu einer table-ronde des XIX. International Congress of Byzantine Studies, Copenhagen 1996 / ed. by G. Prinzing, M. Salamon. — Otto Harrassowitz Verlag, 1999. — ISBN 978-3-447-04146-1. — pp. 22–33. (англ.)
- Třeštík, D. Das Großmährische Reich" – Realität oder Fiktion?: eine Neuinterpretation der Quellen zur Geschichte des mittleren Donauraumes im 9. Jahrhundert, Stuttgart, 1995 [recenze] // Český časopis historický, 1996, vol. 94. — ISSN 0862-6111. (чешск.)
- Wolfram, H. Historické pramene a poloha (Veľkej) Moravy // Historický časopis, 1995, vol. 43, issue 1. — ISSN 0018-2575. (словац.)
- Wolfram, H. Moravien-Mähren oder nicht? // Svätopluk 894–1994 / ed. by R. Marsina, A. Ruttkay. — Nitra: Archeologický ústav Slovenskej akadémie vied, 1997. — ISSN 0018-2575. (нем.)
- Zábojník, J. Slovensko a avarský kaganát. — Bratislava: Univerzita Komenského, 2004. — ISBN 978-80-88982-83-8 (словац.)